# Tubulinea
Tubulinea – gromada ameb należących do supergrupy Amoebozoa w klasyfikacji Cavaliera-Smitha. Klasyfikacja Adla traktuje Tubulinea jako klad.
Gatunki należące do tej gromady podczas poruszania się mają kształt grubego cylindra lub wytwarzają liczne cylindryczne wypustki - pseudopodia. Każdy taka wypustka posiada łączność z cytoplazmą, może zawierać ziarnistości i nie wytwarza wypustek wtórnych - subpseudopodii. 
Należą tutaj następujące rzędy według Cavalier-Smitha:
- Euamoebida Lepşi, 1960, przywrócony przez Smirnova i innych 2011
- Arcellinida Kent, 1880
- Leptomyxida (Pussard and Pons, 1976) Page, 1987
- Nolandida Cavalier-Smith
- Echinamoebida Cavalier-Smith, 2004

W klasyfikacji Adl'a wyróżniamy tylko 3 klady:
- Euamoebida Lepşi, 1960, przywrócony przez Smirnova i innych 2011
- Arcellinida Kent, 1880
- Leptomyxida (Pussard and Pons, 1976) Page, 1987